# 橿原市商工経済会館

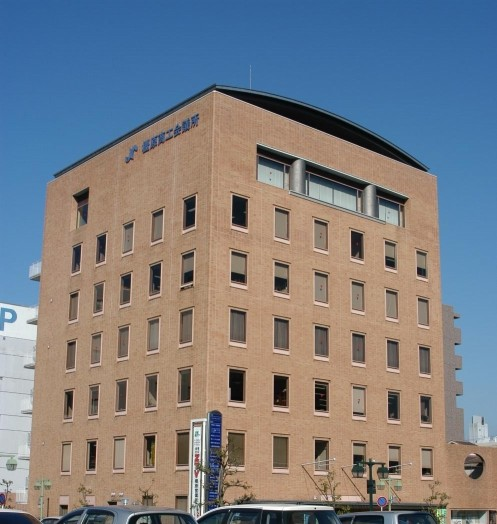
橿原市商工経済会館

橿原市商工経済会館（かしはらししょうこうけいざいかいかん）は奈良県橿原市久米町にあるテナントスペース及び貸ホール、会貸議室がある地域経済団体、公益社団法人橿原経済倶楽部が所有するビルである。
近鉄橿原神宮前駅（近鉄南大阪線・近鉄橿原線・近鉄吉野線の合流駅） 東出口を出てすぐの立地に位置し、隣にはグランドメルキュール奈良橿原が並ぶ。橿原経済界の核として建設された会館。

## 概要
- 名称：橿原市商工経済会館
- 事業主（所有者）：公益社団法人橿原経済倶楽部
- 所在地：橿原市久米町652-2
- 敷地面積：1,104.92m2
- 建築面積：730.07m2
- 延床面積：4,002.86m2
- 構造概要：地上9階、塔屋1階、鉄骨鉄筋コンクリート造
- 駐車場：なし
  - 市営橿原神宮前駅東駐車場（有料）隣接

## 交通
- 近鉄・橿原神宮前駅東出口より徒歩すぐ
- 国道169号丈六交差点西へ約250ｍ

## 館内施設及びテナント
1階
- 株式会社南都銀行神宮前支店東口出張所
- かしはら観光インフォメーションセンター神宮前
- 公益社団法人橿原経済倶楽部　《事務局 （貸し会議室 貸しホール受付）》

2階
- 税理士法人東岡会計
- 松下敏彦税理士事務所
- 橿原ライオンズクラブ
- 橿原青年会議所
- 奈良県産業廃棄物協会
- 社会保険労務士法人オフィスリンク

3、4階
- 橿原商工会議所

5階
- 公益社団法人奈良県理学療法士協会
- 帝人ヘルスケア株式会社
- まほろば協同組合

6階
- 野辺恵バレエスタジオ
- 奈良県高等学校野球連盟
- ピラティス＆フィットネス 和 -YAMATO-
- 株式会社保安館
- うねび法律事務所
- ＮＨＫ奈良 やまと路支局
- テナント募集中（9.53坪）

7階
- 経済倶楽部ホール（貸しホール・貸し会議室）
  - 大ホール（面積251m2）：150 - 300人収容。各種会議、教室、展示即売会、講演会、パーティ等に使用
  - 中ホール（面積179m2）：100 - 200人収容。各種会議、教室、展示即売会、講演会、パーティ等に使用
  - 小会議室
    - 第1会議室（面積85m2）：30 - 50人収容。各種会議、教室等に使用
    - 第2会議室（面積94m2）：50 - 80人収容。各種会議、教室等に使用
    - 第3会議室（面積72m2）：30 - 50人収容。各種会議、教室等に使用

## 周辺施設
- 橿原市営橿原神宮前駅東駐車場
- グランドメルキュール奈良橿原
- 橿原神宮